# Екуменічна комісія УГКЦ
Комісія УГКЦ для Сприяння Єдності між Християнами, Екуменічна комісія УГКЦ координує екуменічне та міжцерковне служіння УГКЦ, участь Церкви у всіх публічних сферах українського життя, допомагає патріархові та синоду у реалізації всеукраїнських, загальноцерковних та міжнародних екуменічних та міжцерковних програм. У своїй діяльності Комісія ставить за мету мобілізувати усіх вірних та душпастирів, чернечі спільноти, мирянські організації та волонтерів до праці над духовним наближенням та братерськими відносинами між християнами.
Основними завданнями Комісії є:
- формування та підтримка екуменічних та міжцерковних ініціатив УГКЦ, зокрема душпастирської, інформаційної, координаційної та консультаційної діяльностей;
- співпраця з відповідальними за екуменічне служіння УГКЦ, як в Україні так і за кордоном, а також з відповідними органами інших Церков в Україні та з органами державної влади усіх рівнів щодо розвитку програм, які стосуються екуменічної та міжцерковної діяльності;
- інформування та консультування патріарха про екуменічні та міжцерковні ініціативи;
- організація заходів (регулярні спільні молитви, зустрічі, діалог та обмін досвідом) на всеукраїнському рівні;
- організація формації, вишколів, семінарів та тренінгів для волонтерів;
- збір, систематизація і поширення інформації про екуменічне та міжцерковне служіння УГКЦ;
- видавнича діяльність.